# Haračun
Haračun ili Horičon (njemački: Horitschon, mađarski: Haracsony) je tržni grad u austrijskoj saveznoj državi Gradišće, administrativno pripada Kotaru Gornja Pulja. Gradu pripada i naselje Donji Petrštof.

## Stanovništvo
Haračun prema podacima iz 2010. godine ima 1.893 stanovnika. Naselje je 1910. godine imalo 938 stanovnika većinom Nijemca.

## Vanjske poveznice
- Internet stranica naselja